# Symplecta (Symplecta) colombiana microptera
Symplecta (Symplecta) colombiana microptera is een ondersoort van de tweevleugelige Symplecta (Symplecta) colombiana uit de familie steltmuggen (Limoniidae). De ondersoort komt voor in het Neotropisch gebied.